# Локі (телесеріал)
«Ло́кі» (англ. Loki) — американський вебсеріал від сервісу Disney+ 2021 року. Серіал створений Майклом Волдроном та оснований на однойменному персонажі Marvel Comics. Це третій телесеріал від Marvel Studios, що офіційно є частиною четвертої фази Кіновсесвіту Marvel. Волдрон є головним сценаристом, а Кейт Геррон головною режисеркою. Події серіалу розпочинаються під час подій фільму «Месники: Завершення».
Том Гіддлстон повторює свою роль Локі з фільмів. Також зірки Софія Ді Мартіно та Оуен Вілсон приєдналися до складу акторів. До вересня 2018 року Marvel Studios розробляли ряд мінісеріалів для Disney+, зосереджених на другорядних персонажах з фільмів КВМ, таких як Локі. Серіал був офіційно підтверджений у листопаді 2018 року разом із участю Гіддлстона. Волдрон був прийнятий на роботу в лютому 2019 року, а Геррон приєдналась до роботи над серіалом у серпні того ж року. Знімання серіалу розпочали у січні 2020 року.
Прем'єра першого сезону відбулася 9 червня 2021 року, фінальна шоста серія першого сезону вийшла 14 липня 2021 року. Перший сезон отримав позитивні відгуки від критиків.
Початок знімання другого сезону було заплановано на січень 2022 року. Другий сезон, який також складався з шести епізодів, тривав з 5 жовтня по 9 листопада 2023 року і отримав позитивні відгуки.

## Синопсис
Події серіалу розпочинаються як відгалуження сюжету фільму «Месники: Завершення» (2019). Коли супергерої Месники переносяться в 2012 рік за Каменем Простору, він випадково опиняється біля затриманого в той час Локі. Схопивши його, Локі користається його силою, аби телепортуватися подалі. Він потрапляє в Монголію, де його схоплюють агенти Управління Часовими Змінами (УЧЗ) (Time Variance Authority). Ця установа, заснована трьома таємничими Хранителями Часу, слідкує за тим, аби історія розвивалася в безпечному руслі. Колись існувало багато паралельних варіантів історії, між якими розпочалася руйнівна війна. Щоб не допустити загибелі всесвіту, Хранителі встановили єдиний хід подій — Священний часоряд. За його дотриманням Управління слідкує, відряджаючи в точки появи альтернативних варіантів історії своїх агентів, які затримують винуватців, так званих змінювачів, і знищують свідчення втручання в хід історії. Особливо злісних порушників нівелюють спеціальними дезінтеграційними кийками. Локі постає перед судом, адже його втечі не повинно бути в Священному часоряді. Проте агент Управління Мобіус М. Мобіус вирішує скористатися винахідливістю та знаннями Локі, щоб той допоміг спіймати особливо небезпечного змінювача, котрий нападає на загони УЧЗ.

## У ролях

### Акторський склад
- Том Гіддлстон — Локі Лафейсон: усиновлений брат Тора і бог брехні, оснований на однойменному божестві з скандинавської міфології. Ця версія Локі виникла в альтернативних подіях «Месників: Завершення» 2012 року, тому він не переживав подій фільмів «Тор: Царство темряви», «Тор: Раґнарок» і «Месники: Війна нескінченності», які змінили характер колишнього лиходія.[2] Стать Локі в серіалі позначається УЧЗ як «плинна», посилаючись на ґендерну плинність персонажа в коміксах Marvel, про які раніше спекулювали в КВМ з огляду на його здатність змінювати форму. Волдрон сказав, що він знає про те, скільки людей ототожнюється з ґендерною плинністю Локі. Серіал розкриває Локі як бісексуала, ставши першим квір-персонажем у головній рокі у КВМ. Серіал зображає більше магічних здібностей Локі, таких як його телекінез, магічні вибухи, зачарування й інші.

- Гіддлстон також зображує низку побіжно зображених альтернативних версій Локі: президента Локі, Локі-командира армії та підлітка-Локі. Гіддлстон назвав президента Локі «найгіршим з поганої групи», назвавши його «найменш вразливим, найбільш самодержавним і жахливо честолюбним персонажем, який, здається, не має співчуття чи турботи про когось іншого».

- Софія Ді Мартіно[3] — Сільві Лафейдоттір: жіночий варіант Локі, яка атакує «Священний часоряд» і має сили зачаровування. УЧЗ викрали її в дитинстві, але Сільві вдалося втекти і відтоді вона переховується в різних епохах. Вона не вважає себе Локі, використовуючи ім'я «Сільві» як псевдонім. Хоча Сільві була натхненна Сільвією Лаштон / Чарівницею та Леді Локі з коміксів, вона є іншою героїнею з іншою історією, відмінною від цих персонажів, а також Локі Гіддлстона. Ді Мартіно сказала, що Гіддлстон «доглядав» за нею і давав їй поради щодо того, як вона має зіграти цю роль, і також вона сама готувалася до ролі. Ді Мартіно зберегла регіональний акцент для Сільвії, щоб не звучати «занадто шикарно або занадто добре розмовляти», щоб відобразити життя, яке прожила Сільві. Гіддлстон відчув, що Ді Мартіно включила «певні характеристики», які він використовує для Локі для зображення Сильвії, при цьому роблячи персонажа «повністю своїм». Геррон вважає, що Сільві, яка має справу з її болем, помістила її в таке ж становище, як Локі у «Торі» (2011). Ді Мартіно переглянула сцени бою з фільму «Атомна блондинка» (2017), щоб створити стиль боротьби Сільві, назвавши її «вуличним бійцем» із видатнішим стилем боротьби, порівняно з «балетним» стилем Локі. Гранд-історію для персонажа написала письменниця серіалу Елісса Карасік, а Волдрон сподівається, що частина матеріалу може бути представлена у другому сезоні. Кейлі Флемінґ[en] зображує юну Сільві.
- Оуен Вілсон — Мобіус М. Мобіус[en][4]: агент УЧЗ, який спеціалізується на розслідуванні особливо небезпечних часових злочинців: Геррон порівняв Мобіуса із запеклим детективом, а Вілсон порівняв його з персонажем Джеком Кейтсом. Президент студії Marvel Кевін Файгі зазначив, що персонаж схожий на Вілсона тим, що він не вражений КВМ; Гіддлстон допоміг Вілсону підготуватися до ролі, пояснивши та показавши йому моменти з фільмів КВМ, які, на його думку, були корисні, коли Мобіус давав інтерв'ю Локі в серіалі. Вілсон і Геррон розглядали «Хорошого Вілла Гантінґа» (1997) як джерело натхнення для Мобіуса як наставника і терапевта Локі.
- Вунмі Мосаку — Мисливиця В-15: високопоставлена мисливиця УЧЗ, котра полює на змінювача, що вбивав загони УЧЗ. Мосаку тягнуло до чесності та здатності ототожнювати себе з В-15, зауваживши: «У неї немає жодного соціального етикету, що проходить через неї та її стосунки. Що вона відчуває і що думає, це те, що ти бачиш і що ти отримуєш». Мисливець В-15 спочатку був написаний як чоловічий персонаж, але змінився після прослуховування Мосаку; вона зазначила, що стать персонажа не змінила сутності типу характеру, який мав бути в В-15.
- Ґуґу Мбата-Роу — Равонна Ренслеєр[5]: Колишня мисливиця УЧЗ A-23, яка піднялася з лав рядових бійців, аби стати почесною суддею;[6] вона контролює розслідування змінника Локі. Вона була подругою й начальницею Мобіуса.

- Мбата-Рау також зображує Ребекку Турмінет, заступницю директора школи у Фремонті, штат Огайо, у 2018 році. Дізнатися, що в різні часи існували різні варіанти Ренслеєр, було «приголомшливо» для Мбати-Роу.

- Тара Стронґ (голос) — Міс Хвилинка: маскот УЧЗ. Анімований антропоморфний талісман УЧЗ у вигляді механічного годинника. Міс Хвилинка інформує злочинців, затриманих УЧЗ, про суть Управління та їхню подальшу долю, а для працівників УЧЗ шукає в базі даних потрібні відомості. Геррон назвала Міс Хвилинку «персонажем на кшталт Кролика Роджера». Міс Хвилинка має «захисні» функції щодо творця УЧЗ, Того, Хто Залишається. Її головна мета полягає в тому, щоб не допустити розкриття таємниці, хто насправді керує Управлінням всіма, крім кандидатів на заміну Того, хто залишається.
- Євген Кордеро — Кейсі: ресепшн УЧЗ. Кордеро також зображує Мисливця К-5Е в новому УЧЗ, побаченому в кінці першого сезону.
- Саша Лейн[7] — Мисливець C-20: Мисливиця УЧЗ, викрадена і зачарована Сільвією, щоб виявити місцезнаходження Хранителів часу.
- Джек Віл — підліток-Локі: молодий варіант Локі, який створив ключову подію, вбивши Тора. Вважає себе королем Порожнечі наприкінці історії.
- Деобія Опарей — хвалькувата версія Локі: варіант Локі, який надто перебільшує свої досягнення.
- Річард Ґрант[8] — класична версія Локі: варіант Локі з класичних коміксів, який сфальсифікував свою смерть, щоб уникнути вбивства Таносом і вирішив прожити своє життя в усамітненні. Класичний Локі має здатність викликати більші, складніші ілюзії, ніж Локі, найнятий УЧЗ.
- Джонатан Мейджорс — Той, Хто Залишається: вчений з XXXI століття, який створив УЧЗ, щоб запобігти Мультивсесвітній війні між злими варіантами себе. Він є новим творінням для серіалу, натхненного окремим персонажем коміксу з однойменною назвою, а також персонажем Іммортусом. Описуючи Того, хто залишається, як «дуже харизматичного соціопата», Волдрон не показав, наскільки злим може бути цей персонаж, оскільки більшість часу той намагається переконати Локі та Сільві, що його альтернативні варіанти гірші за нього.

- Мейджерс також озвучує «бездумних андроїдів», які зображають Хранителів часу, посилаючись на «Чарівника країни Оз», де вони — Чарівник, а Той, хто залишається,  — «людина за завісою». Майджерс розробив дизайн кожного Хранителя та надав різного звучання для голосу кожного з них.

Ніл Еліс грає Мисливця D-90. Джеймі Александер виступає в епізодичній ролі як Леді Сіф, а Кріс Гемсворт має камео як Тор-жаба. Обидва в титрах не зазначені.

## Епізоди

### Перший сезон
| № серії | Назва серії                                   | Режисер(и)  | Сценарист(и)                 | Оригінальна дата виходу |
| --- | --------------------------------------------- | ----------- | ---------------------------- | ----------------------- |
| 1 | «Славетна мета» «Glorious Purpose»            | Кейт Геррон | Майкл Волдрон                | 9 червня 2021 року      |
| Коли Локі заарештовують у 2012 році, через Галка біля нього опиняється Камінь Простору (Тесеракт). Схопивши Камінь, Локі телепортується в Монголію, де його схоплюють співробітники Управління часовими змінами (УЧЗ). За втручання в перебіг історії Локі постає перед судом УЧЗ, очолюваним Равонною Ренслеєр. Агент Мобіус М. Мобіус вважає, що Локі може бути корисний для спіймання таємничого злочинця, що нападає на загони УЧЗ, викрадаючи заряди для відкочування історії в правильне русло. Локі намагається втекти, але розуміє, що в штабі УЧЗ його магія не працює. Він повертається до Мобіуса та погоджується вполювати таємничого злочинця, яким виявляється він сам. |                                               |             |                              |                         |
| 2 | «Змінювач» «The Variant»                      | Кейт Геррон | Еліса Карасік                | 16 червня 2021 року     |
| Локі приєднується до загону УЧЗ та вирушає в 1985 рік у штат Вісконсин. Дослідивши свідчення та архіви Управління, Локі здогадується, що злочинець переховується в часи різних катаклізмів, де наслідки його дій стануть непомітними. Локі та Мобіус вирішують перевірити цю гіпотезу, вирушивши в Помпеї в 79 року н. е. Попри витівки Локі, історія не змінюється. Після цього Локі з Мобіусом і загоном УЧЗ вирушають в Алабаму 2050 року в час урагану — найвірогідніший сховок злочинця. На місці виявляється, що за нападами на УЧЗ стоїться жіночий варіант Локі. Вона нейтралізує загін завдяки прочитаним спогадам агентки C-20 і пропонує Локі з УЧЗ приєднатися до неї, щоб повалити Хранителів Часу. Той відмовляється, Локі-жінка активує викрадені заряди та відправляє їх в різні епохи. Це створює численні побічні лінії історії, які УЧЗ не може нейтралізувати. Лиходійка телепортується в невідому локацію, а Локі, покинувши агентів УЧЗ, вирушає за нею. |                                               |             |                              |                         |
| 3 | «Ламентіс» «Lamentis»                         | Кейт Геррон | Біша К. Алі                  | 23 червня 2021 року     |
| Локі слідує за своєю двійницею на ім'я Сільві. Щоб врятуватися від УЧЗ, Локі користується її темпадом (портативною машиною порталів) і переноситься разом з Сільві на супутник Ламентіс-1 2077 року. Невдовзі на супутник впадуть уламки його зруйнованої планети, а темпад розряджається. Щоб знайти достатньо енергії, Локі з Сільві планують пробратися на «ковчег», зореліт, за допомогою якого заможні жителі супутника прагнуть втекти. Очікуючи, що Сільві його зрадить і втече сама, Локі ховає темпад магією. Вони мусять іти далі удвох і хитрощами пробираються на потяг до «ковчега». Під час поїздки охоронці викривають, що в Локі з Сільві немає квитка, та викидають їх. Згаявши час, Локі та Сільві врешті дістаються до «ковчега», проте в зореліт влучає метеор. |                                               |             |                              |                         |
| 4 | «Подія Нексус» «The Nexus Event»              | Кейт Геррон | Ерік Мартін                  | 30 червня 2021 року     |
| На Ламентіс-1 Сільві розповідає Локі, що була змінницею, котру в дитинстві викрало УЧЗ аби зробити своїм агентом. Усі агенти УЧЗ — це так само викрадені варіанти, але яким стерто пам'ять. В Управлінні суддя Ренслеєр повідомляє Мобіусу про смерть агентки C-20, пам'ять якої раніше зчитала Сільві. Тим часом почуття, що виникло між Локі та Сільві створює аномальну часову лінію, що дозволяє УЧЗ відстежити їх і змушує терміново забрати з Ламентіс-1. Локі розповідає Мобіусу, що він не створений Хранителями Часу, а викрадений зі Священного часоряду. Сумніваючись у його словах, Мобіус викрадає в Ренслеєр КПК, де бачить, що це вона вбила агентку, котра пригадала своє минуле після контакту з Сільві. Мобіус звільняє Локі, але Ренслеєр знищує Мобіуса кийком, а Локі з Сільві відправляє до Хранителів Часу, щоб стратити перед ними особисто. Їм дають право останнього слова, однак втручається Мисливиця B-15, якій Сільві перед цим розповіла правду про УЧЗ. Сільві вдається обезголовити одного з Хранителів Часу, проте виявляється, що Хранителі — це лише андроїди. Ренслеєр несподівано завдає удару Локі кийком та, як здається, вбиває його. Проте між титрами Локі отямлюється в невідомому місці в оточенні чотирьох інших варіантів Локі, які запрошують приєднатися до них. |                                               |             |                              |                         |
| 5 | «Подорож у таємницю» «Journey into Mystery»   | Кейт Геррон | Том Кауфман                  | 7 липня 2021 року       |
| Сільві дізнається від Ренслеєр, що всі знищені УЧЗ особи та предмети насправді переміщуються в кінець часу. З цього вона робить висновок, що справжнє керівництво УЧЗ перебуває теж там. Ренслеєр намагається затримати Сільві до прибуття охорони, тоді вона хапає темпад і знищує сама себе кийком. Ренслеєр береться самотужки розслідувати хто її начальство. Локі тим часом опинився в Порожнечі, світі наприкінці часу, де зустрічає чотири своїх версії: Класичного Локі, Хлопця-Локі, Хвалькуватого Локі та Локі-алігатора. Вони пояснюють, що в Порожнечі живе хмароподібна істота Аліот, яка поступово знищує все, що потрапляє в Порожнечу. П'ять версій Локі переховуються в підземному бункері, але новоприбулий Локі вирішує боротися з Аліотом. В результаті бункер знаходить натовп інших Локі, між якими спалахує бійка. Сільві опиняється в Порожнечі, де Мобіус рятує її від Аліота й доставляє до Локі, Класичного Локі, Хлопця-Локі та Локі-алігатора. Сільві вважає, що Аліот — це охоронець на шляху до справжнього керівництва УЧЗ. Тікаючи від цієї істоти, їй вдається на мить проникнути у свідомість Аліота, тож Сільві вирішує зачарувати цю живу хмару. Сільві віддає Мобіусу темпад і він повертається в штаб УЧЗ. Хлопець-Локі дарує Локі свого меча, а Класичний Локі створює ілюзію Асґарда, щоб відволікти Аліота. Перша спроба не вдається, Класичний Локі ціною свого життя відволікає Аліота вдруге, завдяки чому Локі та Сільві об'єднують свою магію та зачаровують живу хмару. Аліот розсіюється, за ним відкривається прохід у цитадель за межами Порожнечі. |                                               |             |                              |                         |
| 6 | «На всі часи. Завжди.» «For All Time. Always» | Кейт Геррон | Майкл Волдрон та Ерік Мартін | 14 липня 2021 року      |
| Локі й Сільві потрапляють в цитадель, де їх зустрічає творець УЧЗ — «Той, хто залишається». Він пояснює, що був жителем XXXI століття, котрий зумів налагодити контакт зі своїми двійниками з інших всесвітів. Це зрештою і призвело до війни між світами, в якій оригінальний «Той, хто залишається» переміг завдяки Аліоту та створив Священний часоряд, аби його злі двійники не змогли вплинути на історію (його справжнє ім'я не називається, але біографія відповідає Канґу Завойовнику). Тепер він, втомившись від довгого керування УЧЗ, знайшов собі заміну — це або Локі, або Сільві. Він пропонує обом гостям вибір — прийняти керування історією чи вбити його і тим самим допустити існування багатьох часорядів, а отже нову війну. Локі спантеличений тим, що вся подорож до цього місця була заздалегідь спланована. Сільві ж безрезультатно намагається вбити «Того, хто залишається». Локі вірить володареві цитаделі й намагається зупинити Сільві. Тоді вона цілує Локі та викидає його в портал, а слідом убиває «Того, хто залишається». Часоряд розгалужується, породжуючи новий Мультивсесвіт. Локі опиняється в штаб-квартирі УЧЗ, де зустрічає Мисливця B-15 та Мобіуса. Він намагається попередити про напад злих версій «Того, хто залишається», проте розуміє, що опинився у світі, де не знають Локі. А замість статуй Хранителів Часу там височіє статуя Канґа Завойовника. |                                               |             |                              |                         |

### Другий сезон
| № серії (загалом) | № серії (в сезоні) | Назва серії                          | Режисер(и) :19–20             | Сценарист(и)                                 | Оригінальна дата виходу |
| --- | ------------------ | ------------------------------------ | ----------------------------- | -------------------------------------------- | ----------------------- |
| 7 | 1                  | «Уроборос» «Ouroboros»               | Джастін Бенсон і Аарон Мургед | Ерік Мартін                                  | 5 жовтня 2023           |
| Локі опинився в минулому УЧЗ, коли там відкрито керував Той, Хто Залишається. Його неконтрольовано кидає різними епохами. Досягнувши сьогодення, Локі возз'єднується з Мобіусом і попереджає його про загрозу, яку становлять численні варіанти Того, Хто Залишається, творця УЧЗ. Одночасно Генерал Докс з УЧЗ розшукує Сільві, щоб убити її. Локі та Мобіус зустрічаються з техніком УЧЗ Уроборосом, який робить висновок, що Локі переноситься в часі з причини перевантаження Часоткацького верстата — ядра УЧЗ. Щоб утримати Локі в сьогоденні, Уроборос доручає Мобіусу вийти в скафандрі до Часоткацького верстата, щоб стабілізувати розташування Локі. Тоді ж Локі переноситься в майбутнє, де бачить як УЧЗ евакуюється, і його знаходить Сільві за мить до того як Локі повертається в сьогодення, рятуючи Мобіуса від часової радіації. Обоє вирушають на пошуки Сільві. У середині титрів Сільві потрапляє в альтернативний часоряд у Брокстоні, штат Оклахома, 1982 року та відвідує ресторан McDonald's. |                    |                                      |                               |                                              |                         |
| 8 | 2                  | «Зламаний Бред» «Breaking Brad»      | Ден ДеЛью                     | Ерік Мартін                                  | 12 жовтня 2023          |
| Локі, Мобіус і Мисливиця Б-15 знаходять і схоплюють Мисливця Ікс-5 у Лондоні, 1977 року в Священному часоряді, де той живе як кіноактор Бред Вулф. Під час допиту він зізнається, що покинув місію Докс, щоб жити як йому захочеться. Проте він розкрив місцезнаходження Сільві й відмовляється повідомити його. Тому Локі поміщає його в куб, який поступово зменшується, і Бред зізнається де Сільві. Уроборос намагається відремонтувати Часоткацький верстат, який перевантажений через розгалуження історії на альтернативні реальності. Та виявляється, для цього потрібен дозвіл Міс Хвилинки та часова аура Того, Хто Залишається. Локі, Мобіус і Вулф вирушають до Оклахоми і знаходять Сільві, яка працює в Макдональдсі. Локі розповідає їй про їхню зустріч у майбутньому УЧЗ і просить її допомоги. Та Сільві відмовляється брати участь у порятунку УЧЗ. Після того, як Вулф каже, що їй теж загрожує смертельна небезпека, Сільві зачаровує його, змушуючи його розкрити план Докс одночасно знищити всі альтернативні реальності задля зменшення навантаження на Часоткацький верстат. Відправляючи Вулфа назад під варту, Локі, Мобіус і Сільві захоплюють Докс, але її загін встиг знищити більшість часорядів. Коли портьє УЧЗ Кейсі відстежує темпад Равонни Ренслеєр в одній з уцілілих реальностей, Сільві заявляє, що УЧЗ саме по собі неправильне та повертається до своєї попередньої реальності з темпадом Того, Хто Залишається. |                    |                                      |                               |                                              |                         |
| 9 | 3                  | «1893»                               | Касра Фарагані                | Ерік Мартін, Касра Фарагані та Джейсон О'Лір | 19 жовтня 2023          |
| Міс Хвилинка та Ренслеєр переносяться в Чикаго 1868 року, щоб таємно передати довідник про роботу з УЧЗ молодому Віктору Таймілі — одна з версій Того, Хто Залишається. Міс Хвилинка пояснює, що це частина плану, який їй повідомив Той, Хто Залишається. Потім вони подорожують у 1893 року на Всесвітню виставку в Чикаго, куди прибувають Локі та Мобіус, відслідковуючи темпад Ренслеєр. На виставці Таймлі представляє свій прототип Часоткацького верстата, який планує використати для виробництва електрики. Презентація винаходу відбулася успішно, проте група відвідувачів звинувачують Таймлі в шахрайстві. Локі та Мобіус намагаються забрати винахідника в УЧЗ, тоді як Ренслеєр і Міс Хвилинка хочуть, щоб Таймлі став новим Тим, Хто Залишається. Під час гонитви за винахідником втручається Сільві, яка бажає вбити його, щоб запобігти появі наступного Того, Хто Залишається. Таймлі тікає з виставки разом із Ренслеєр і Міс Хвилинкою, хоча Міс Хвилинка пізніше переконує Таймлі покинути Ренслеєр. Згодом Міс Хвилинка намагається переконати Таймлі, що вони повинні правити ходом історії разом, але нажаханий винахідник вимикає її. Ренслеєр, Локі, Мобіус і Сільві знаходять Таймлі. Сільві переконується, що Таймлі справді боїться стати Тим, Хто Залишається, та дозволяє забрати його в УЧЗ. Ренслеєр вона потім силоміць відправляє до Цитаделі наприкінці часів разом із Міс Хвилинкою. Там виявляється труп Того, Хто Залишається, і Міс Хвилинка каже, що тепер може розповісти Ренслеєр одну таємницю. |                    |                                      |                               |                                              |                         |
| 10 | 4                  | «Серце УЧЗ» «Heart of the TVA»       | Джастін Бенсон і Аарон Мургед | Ерік Мартін і Кетрін Блер                    | 26 жовтня 2023          |
| Міс Хвилинка розповідає, що в минулому Ренслеєр командувала армією Того, Хто Залишається. Після створення УЧЗ він запропонував керувати установою разом, але потім наказав Міс Хвилинці стерти спогади Ренслеєр та інших співробітників, щоб вони забули про саме існування Того, Хто Залишається. Оскільки Часоткацький верстат перевантажений часорядами, що продовжують галузитися, Локі та його союзники намагаються використати Таймлі для відкриття проходу до верстата. Уроборос на основі прототипу авторства Таймлі будує помножувач,який збільшить пропускну здатність Часоткацького верстата. Виявляється, що посібник для роботи з УЧЗ Уроборос написав, бо його передав Таймлі, а Таймлі отримав примірник, написаний Уроборосом. Ренслєр і Міс Хвилинка повертаються в УЧЗ і намагаються захопити його, звернувшись по допомогу до затриманих Вулфа, Докс та її прибічників. Тільки Вулф погоджується і Ренслеєр розчавлює решту в зменшувальному кубі. Вулф вдає з себе Мисливця Ді-90 і викрадає Таймлі. Організовуючи порятунок, Сільві та Локі блукають УЧЗ. Сучасний Локі бачить самого себе, коли він неконтрольовано переносився епохами, та відправляє його за допомогою дезінтеграційного кийка в кінець часів. Уроборос вимикає Міс Хвилинку, що знімає всі засоби безпеки в УЧЗ, включаючи захист від магії. Це дозволяє Сільві зачарувати Вулфа, щоб він дезінтегрував Ренслеєр. Таймлі вирушає до Часоткацького верстата, несучи помножувач, але зросла часова радіація розщеплює його перш ніж Таймлі встиг б полагодити верстат. За мить Часоткацький верстат вибухає. |                    |                                      |                               |                                              |                         |
| 11 | 5                  | «Наука/Фантастика» «Science/Fiction» | Джастін Бенсон і Аарон Мургед | Ерік Мартін                                  | 2 листопада 2023        |
| Після вибуху УЧЗ поступово розпадається, а Локі мимоволі переноситься різними часами. Він опиняється в реальностях, де його друзі Мобіус, Б-15, Кейсі та Уроборос повернулися до свого оригінального життя. Мобіус продає водні мотоцикли та має двох синів, Б-15 лікує дітей, Кейсі тікає з Алькатрасу, а Уроборос пише не вельми успішні фантастичні романи. Уроборос вислуховує розповідь Локі та каже, що той повинен навчитися керувати своїми стрибками в часі. Він пропонує Локі зібрати всіх його друзів разом, щоб їхня колективна часова аура повернула їх в УЧЗ до моменту вибуху. Уроборос створює прототип темпада завдяки посібнику, який залишив йому Локі. Завдяки цьому вдається зібрати всіх інших у майстерні Уробороса, крім Сільві, яка вважає, що тепер усі жертви УЧЗ можуть жити як самі хочуть. Відмовляючись допомогти, Сільві змушує Локі визнати його справжню мотивацію: повернути друзів, щоб уникнути самотності. Локі повертається до Уробороса, проте Сільві вирушає вслід за ним, коли бачить як її реальність розпадається. Невдовзі розпадаються інші реальності. Локі, спостерігаючи зникнення друзів, переноситься на трохи в минуле та усвідомлює, що навчився керувати своїми стрибками. |                    |                                      |                               |                                              |                         |
| 12 | 6                  | «Славетна мета» «Glorious Purpose»   | Джастін Бенсон і Аарон Мургед | Ерік Мартін                                  | 9 листопада 2023        |
| Локі повертається в момент, коли Віктор Таймлі іде до Часоткацього верстата. Попри всі спроби завадити катастрофі, верстат вибухає. Тоді Локі багато разів повертається в той самий момент, однак результат не вдається змінити. Після багатьох спроб він переміщується в минуле, вивчає як керувати верстатом і сплановує все так, що Віктор нарешті встановлює помножувач. Але це лише трохи відкладає вибух, оскільки розгалужень історії нескінченна кількість, а Часоткацький верстат не може їх обробити. Локі повертається до моменту, коли Сільві вбиває Того, Хто Залишається. Перешкодивши вбивству, Локі довідується від Того, Хто Залишається, що Часоткацький верстат спроєктований вибухати при спробі розгалузити історію. В результаті всі варіанти історії, що ведуть до міжсвітової війни, знищуються, а священний часоряд лишається. Той, Хто Залишається, пропонує Локі вбити Сільві, щоб посісти його місце. Вирушивши далі в минуле, Локі розмовляє з Мобіусом і Сільві, внаслідок чого приймає рішення очолити УЧЗ, але по-своєму. Він повертається в час, коли Часоткацький верстат перевантажується, та йде до нього замість Віктора. Локі знищує верстат, відновлює знищені лінії історії та сплітає їх у дерево Іґґдрасіль. Лишившись на самоті всередині дерева, Локі бере на себе обов'язок наглядати за варіантами історії, щоб виявляти різні версії Того, Хто Залишається, та відвертати міжсвітову війну. Метою УЧЗ стає шукати й нейтралізовувати Того, Хто Залишається. Мобіус повідомляє, що одну з його версій було зупинено Месниками біля Землі-616 (головного всесвіту Marvel). Б-15 входить до керівництва УЧЗ. Уроборос відновлює Міс Хвилинку та пише новий посібник УЧЗ, де його та Віктора Таймлі вказано співавторами. УЧЗ робить так, щоб у 1868 році Віктор не отримав старий примірник посібника. Ренслеєр отямлюється наприкінці часів, де стикається з Аліотом. Мобіус йде у відставку та разом із Сільві спостерігає здалеку за версією себе самого в одному з варіантів історії. |                    |                                      |                               |                                              |                         |

## Виробництво

### Розробка
До вересня 2018 року Marvel Studios розробляла кілька спеціалізованих серіалів для своєї материнської потокової служби Disney, Disney+, з метою зосередження на персонажах з фільмів КВМ, які не мали власних фільмів, на кшталт Локі; але за участю акторів, які грали ролі героїв у фільмах. Ці серіали матимуть від шести до восьми епізодів, кожен з яких матиме «здоровенний бюджет, який буде конкурувати з великим студійним виробництвом». Серіал створювався Marvel Studios, а не Marvel Television, які займалися виробництвом попередніх телесеріалів як частин КВМ. Президент Marvel Studios Кевін Файгі взяв «практичну роль» у виробництві кожного серіалу, акцентуючи увагу на «нерозривності історії» з фільмами та підходу до акторів, які будуть грати свої ролі з фільмів. Генеральний директор Disney Боб Айґер підтвердив у листопаді, що серіал про Локі у стадії розробки і, як очікується, Том Гіддлстон повторить свою роль з фільмів.
Майкл Волдрон був прийнятий на посаду головного сценариста та виконавчого продюсера серіалу у лютому 2019 року. Він також закріплений за написанням сценарію до пілотного епізоду. Очікується, що цей серіал представить Локі, коли він «впливає на історію людства». Через місяць Файгі заявив, що «Локі» досліджує те, що герой робив протягом свого тривалого життя. Він додав, що зацікавленість Marvel Studios у створенні серіалу полягала в тому, щоб більше співпрацювати з Гіддлстоном та досліджувати персонажа Локі за межами ролі другорядного персонажа у фільмах. У серпні 2019 року Гіддлстон пояснив, що знав про свою роль в «Месниках: Завершення», коли він знімав смерть Локі у «Месниках: Війна нескінченності», але він вважав останнє емоційним завершенням арки свого героя. Актор дізнався про плани на серіал «Локі» приблизно за шість тижнів до виходу фільму «Месники: Війна нескінченності» і тримав це у таємниці до офіційного оголошення проєкту пізніше того ж року. Він висловив схвильованість щодо можливості зміни Локі різними способами, взявши більш ранню версію персонажа і «побачивши, як він виступає проти грізніших супротивників, подібних яких він ніколи не бачив». Того ж місяця було підтверджено, що Кейт Геррон стала виконавчою продюсеркою мінісеріалу.
Спочатку «Локі» планувалося на один сезон, але під час виробництва першого сезону стало зрозуміло, що в «Локі» є «стільки всього для вивчення», і історія може тривати; розробка другого сезону розпочалася в листопаді 2020 року. У січні 2021 року Волдрон підписав загальну угоду з Disney, і частина цієї угоди включала його участь у другому сезоні Локі «на певній посаді». Продюсер студії Marvel Нейт Мур, який виконував обов'язки виконавчого продюсера серіалу «Сокіл і зимовий солдат», вважав, що у «Локі» були «дійсно ексцентричні, розумні та круті» сюжетні лінії, які забезпечили б серіал кількома сезонами, а не одноразовою подією. Другий сезон був підтверджений через сцену титрів у фіналі першого сезону. Геррон сказала, що вона не повернеться як режисерка на другий сезон, і в липні 2021 року Волдрон заявив, що «залишиться», якщо він буде задіяний у проєкті надалі.

### Сценарій

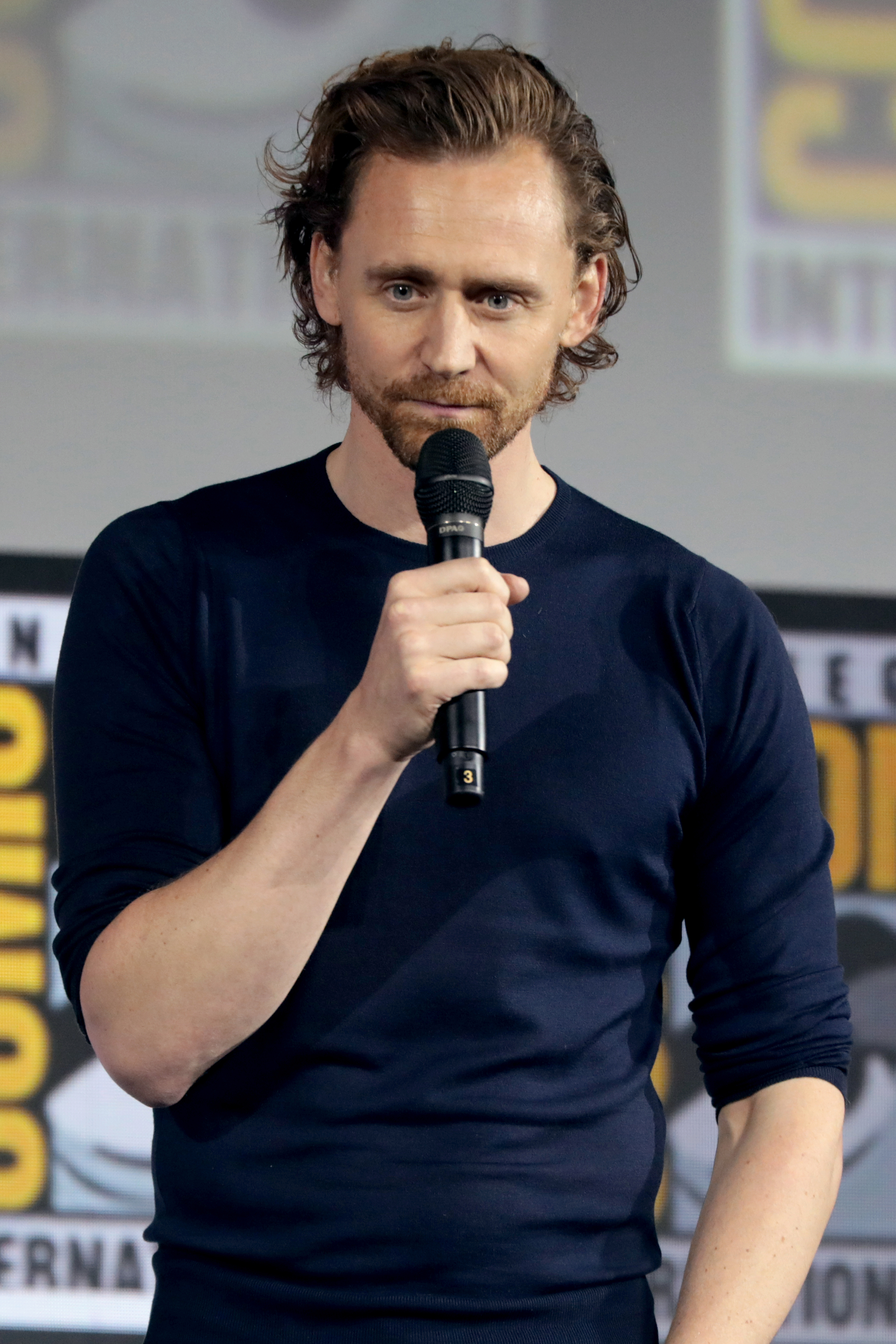
Том Гіддлстон розповідає про серіал на San Diego Comic-Con у 2019 році.

Серіал відбувається після подій «Месників: Завершення», в яких Локі викрав Тесеракт в 2012 році (сюжетно події фільму «Месники»), що створило часову лінію, альтернативну до основної з фільмів КВМ. У серпні 2019 року Геррон повідомила, що серіал «приведе Локі до цілковито нової частини КВМ», тоді як Волдрон сказав, що "вивчить усі питання, на кшталт «куди потрапив Локі після того, як підібрав Тесеракт?», «чи зможе Локі коли-небудь знайти друга?» і «чи усміхнеться йому колись доля?». За словами Файгі, серіал буде пов'язаний з подіями майбутнього фільму «Доктор Стрендж у мультивсесвіті божевілля» 2021 року.

### Кастинг
З анонсом серіалу в листопаді 2018 року було підтверджено, що Том Гіддлстон повторить роль Локі. Його участь у лютому наступного року також підтвердив голова The Walt Disney Company Алан Ф. Горн. У листопаді 2019 року Софія Ді Мартіно була відзнята у «спеціальній» ролі, зігравши, можливо, жіночу версію Локі. У січні 2020 року Оуен Вілсон приєднався до акторського складу як «видатний персонаж».. Наступного місяця до проєкту приєдналась Гугу Мбата-Роу.
У березні 2020 року Річард Ґрант відіграв невідому ролі у одному епізоді серіалу. У вересні 2020 року Саша Лейн також приєдналася до акторського складу.

### Дизайн
Геррон працювала з художником з костюмів Крістін Вада, щоб створити костюми, які були б «зовнішнім відображенням внутрішньої історії» і відображали б «зношення» протягом усього серіалу. У Локі є численні костюми в серіалі, які відображають його подорож. Зовнішність Мобіуса в серіалі повинна була нагадувати редактора Marvel Comics Марка Грунвальда, який був «найкращим експертом з безперервності» Marvel; в коміксах кожен член УЧЗ повинен був бути клоном Грунвальда. Геррон спочатку уявляла собі Мобіуса неохайним, але вони з Вілсоном вирішили, що це не спрацює. Вілсон згадав час, коли він був в «Saturday Night Live» зі сріблястим волоссям, і відчув, що це було б цікавим напрямком для персонажа; це в підсумку стало частиною зовнішнього вигляду персонажа. Ді Мартіно зазначила, що «злегка пошарпаний» костюм Сільвії і ободок зі зламаним рогом повинні були допомогти відобразити її життя, і що ободок і костюм були схожі на дизайн Леді Локі, який з'являється в серії коміксів «Loki: Agent of Asgard». Вада додала приховані блискавки до костюму Ді Мартіно, щоб вона могла годувати грудьми на знімальному майданчику, бо Ді Мартіно почала працювати над серіалом через чотири місяці після пологів. Костюм «Того, хто залишається» був створений з елементів з різних часів, таких як плащ вікторіанської епохи, взуття Чингісхана і монгольські штани.
Для дизайну УЧЗ Геррон черпала візуальне натхнення з фільмів «Метрополіс» (1927), «Той, що біжить по лезу» (1982) і «Автостопом по галактиці» (2005), а також з бруталістської архітектури південно-східного Лондона, щоб змішати зі «стилем середнього заходу» серіалу «Божевільні». Вона також звернула увагу на «ретрофутуристичні» відеоряди з «Бразилії» (1985). З коміксів Геррон запозичила «ці дивовижні зображення столів, що йдуть в нескінченність», щоб включити їх в дизайн УЧЗ. Художник-постановник Касра Фарахані мав ті ж вподобання, що й Геррон, до дизайну УЧЗ, окремо зазначаючи, що «Бразилія» буде хорошим джерелом натхнення, оскільки цей фільм «нагадує цю велику бюрократію, котра розчавлює особистість». Як і у випадку з бруталістскої архітектури, що була до вподоби Геррон, Фарахані також звертався до східноєвропейського модернізму середини століття під впливом СРСР, а також до американського модернізму середини століття для «обшивки, палітри і химерних візерунків» всередині УЧЗ. Деякі частини УЧЗ побудовані з того ж каменю, з якого побудована Цитадель кінця часу. Метою Фарахані було створити простір, в якому «ви не можете відразу сказати, чи є це теплим і доброзичливим місцем або це місце, яке хоче вас знищити».
УЧЗ включає в себе «складні стелі», і Фарахані працював разом з операторкою Отем Дюральд Аркапоу, щоб включити в них освітлення; коли Аркапоу знімала під низьким кутом, вона створювала «красиві графічні кадри з динамічними формами майже на кожному тлі». Фарахані описав технологію УЧЗ так, ніби «аналогова технологія ніколи не зупинялася, а цифрова технологія ніколи не з'являлася», при цьому аналогова технологія стає «все більш і більш складною»; це допомогло створити анахронічне відчуття організації. Різні екрани в УЧЗ не мають кольору, замість цього вони мають монохромний 8-бітний оцифрований вигляд. Велика частина технології була створена на замовлення зі старих телевізорів і комп'ютерів, які були об'єднані з «розрізненими, іншими випадковими елементами техніки», в той час як ТемПади були натхненні годинами-калькуляторами, а їхні інтерфейси натхненні приставкою Super Nintendo Entertainment System і Game Boy Camera. Світ за межами офісів УЧЗ зображений як нескінченне місто, натхненне «Метрополісом» і образами нескінченних просторів з коміксів, яким Геррон хотіла надати «в певному сенсі нереальності, [тому що …] він не на планеті і там немає сонця». Більшість локацій і декорацій серії були побудовані на 360 градусів на звукових сценах або на задньому майданчику, що дало Фарахані більший контроль над деталями і іншими аспектами декорацій. Дизайн фінальних титрів серіалу схожий і натхненний фільмом «Сім».

### Фільмування
Знімання розпочали в січні 2020 року під робочою назвою «Річковий круїз», з режисурою Геррон. Отем Дюральд виступає операторкою серіалу.
Знімання другого сезону заплановано на січень 2022 року, також під робочою назвою Архітектор.

### Пост-продакшн
Геррон почала редагувати те, що вже було знято під час закриття виробництва, що допомогло їй, Мартіну та Райту поінформувати про те, що потрібно переробити або додати після того, як знімання відновили відповідно до передбачуваного тону серіалу. Одним із цих аспектів були стосунки Локі та Сільві. Редакторами виступають Пол Цукер, Калум Росс та Емма МакКлів. Редагування було завершено 20 червня 2021 року. Візуальні ефекти були надані Cantina Creative, Crafty Apes, Digital Domain, FuseFX, Industrial Light & Magic, Luma Pictures, Method Studios, Rise, Rodeo FX та Trixter. Двері часу УЧЗ були натхненні сценою використання силових щитів з "Дюни" (1984), зі 150 версіями того, як двері виглядали, створеними для перевірки того, що буде найкраще.

### Музика
Композитор Наталі Голт почала працювати над «набором тем» для Локі, Мобіуса, УЧЗ і Сільві в серпні 2020 року, почавши з музики для фінального епізоду і закінчивши першим епізодом, що допомогло їй створити «план» для її партитури. Геррон використовувала зразки музики, які Голт надіслала їй до завершення саундтрека, щоб допомогти «сформувати тон» і емоції серіалу. Обидві Голт і Геррон були зацікавлені у використанні терменвокса для головної теми серіалу, при цьому Голт вважала, що «характер» інструменту підходить для серіалу і партитури. Чарлі Дрейпер грав на терменвоксі при запису музики, допомагаючи Голт перетворити партитуру в нижній діапазон низьких частот інструменту. Музика Голт поєднує в собі терменвокс з оркестром (у виконанні Будапештського кінооркестру), аналоговими синтезаторами, звуками годинників і скандинавськими народними інструментами, велика частина яких була створена і внесена віддалено, в той час як Голт працювала в своїй студії в Лондоні. У партитурах останніх двох епізодів також присутній хор з 32 осіб. Геррон сказала, що музика Голт для «Локі» була «оперною і сміливою», а також «дуже багатошаровою і електронною з темною, дивною енергією», яка добре підходила для персонажа.
Порівнюючи Локі з персонажем Макіавеллі, Голт хотіла, щоб його тема мала «вагомість і класичну вагу» на додаток до «звуку космічної ери», і впливом послужив синтезатор Moog Венді Карлос в «Заводному апельсині» (1971), оскільки Голт бачила схожість між Локі і головним героєм цього фільму Алексом. Голт також хотіла «зіставити» і «з'єднати» тему Локі з темою УЧЗ. Звуки годинників були включені, оскільки концепція часу займала центральне місце в серіалі, і вони з'являються в темі УЧЗ, яку Голт хотіла зробити «грандіозної, майже як релігійний досвід» з «цими величезними набухання струн» і «прикрасами і величними жестами», черпаючи натхнення з «Польоту валькірій» Ріхарда Вагнера. Тема має «злегка зернистий, вицвілий [і] вінтажний науково-фантастичний звук», щоб відобразити аналогову природу УЧЗ, і Голт створила «демо-версію з низьким рівнем звуку» теми, яка переважно складалася з синтезаторів і мала аналоговий звук на плівці, який був збережений для початкових титрів, в той час як повна оркестрова версія теми використовувалася для фінальних титрів.
Норвезькі інструменти, в тому числі хардінгфеле і струнна нікельхарпа, використовувалися для подання Асґарда і матері Локі, Фріґґи, а також для теми Сільві, яку Голт описала як «дуже похмуру, оркестрову, рушійну і вбивчу». Теми Сільві та Фріґґи пов'язані, і Голт хотіла «відчувати це почуття минулого, почуття історії і цю емоційну основу» між ними. Тема Фріґґи спочатку була написана на скрипці, а норвезький гравець Ерік Рюдвалл допоміг Голт, зігравши тему на хардінгфеле і додавши «трохи серця» і народної орнаментації. Для Мобіуса Голт слухала Bon Jovi та іншу рок-музику 1990-х років, щоб створити його «звукову палітру», в той час як тема Ренслейер «схожа на високий орган» і пов'язана з темою Мобіуса. Тема Мисливця B-15 була заснована на барабанному ритмі, при цьому Голт пробувала свій голос в різних доріжках, щоб створити «цей жахливий ковзний звук з цим рушійним ритмом під ним».
Marvel Music і Hollywood Records випустили музику до серіалу в цифровому вигляді в двох альбомах: музика з перших трьох епізодів вийшла 2 липня 2021 року, а музика з останніх трьох епізодів вийшла 23 липня. Трек з фінальних титрів під назвою «УЧЗ» вийшов як синглу 11 червня.

## Випуск
Перший сезон «Локі» дебютував на Disney+ 9 червня 2021 року, сезон складається з шести епізодів, які виходили що середи.

### Рекламна кампанія
Кадри з серіалу були продемонстровані у півхвилинному тизері під час Супербоул LIV разом із кадрами із «Сокіл та Зимовий солдат» та «ВандаВіжн».
У червні 2021 року був анонсований короткометражний фільм «Сімпсони: Добро, Барт і Локі», який вийшов разом з п'ятим епізодом «Подорож у Таємницю» на Disney+. У короткометражці Локі об'єднується з Бартом Сімпсоном у кросовері, який віддає належне героям та лиходіям Кіновсесвіту Marvel. Том Гіддлстон повторює свою роль Локі в короткометражці.

#### Промо-матеріали у мережі
- Трейлери:

1. Тизер серіалів «Локі», «Сокіл та Зимовий солдат» і «ВандаВіжн» був представлений 2 лютого 2020 року. Вперше показаний на Супербоул LIV, а потім викладений у мережу.
2. 10 грудня було показано міні трейлер серіалу і дату виходу — травень 2021.

## Сприйняття

### Глядацька авдиторія
Генеральний директор Disney Боб Чапек оголосив, що «Славетна Мета» стала найпопулярнішою прем'єрою серіалу для стримінгового сервісу в перший тиждень його показу. Компанія Nielsen Media Research, яка підраховує кількість хвилин, переглянутих авдиторією США по телевізору, назвала «Локі» третім з найбільшою кількістю переглядів оригінальним серіалом на стримінгових сервісах за тиждень з 7 по 13 червня, при цьому «Славетна Мета» зібрала 731 мільйон переглянутих хвилин, що більше, ніж у прем'єри «Сокола і Зимового солдата» (495 мільйонів хвилин) і «ВандаВіжен» (434 мільйони). Згідно з Samba TV, «На всі часи. Завжди.» подивилися 1,9 мільйона будинків в США з 14 по 18 липня, перевершивши фінали серіалів «ВандаВіжен» (1,4 мільйона) і «Сокіл і Зимовий солдат» (1,7 мільйона).

### Оцінки критиків
На сайті Rotten Tomatoes серіал має рейтинг 93 % із середньою оцінкою 7,85 / 10 на основі 122 відгуків. Консенсус критиків говорить: «„Локі“ є блискучим відгалуженням від того КВМ, яким ми його знаємо. Серіал незвичайний, чарівний і смутно небезпечний, як і сам напівбог Локі. Граючий його, Том Гіддлстон переходить від ролі привабливого лиходія до ролі милого антигероя — з невеликою допомогою Оуена Вілсона». На Metacritic середньозважена оцінка серіалу складає 73 з 100 на основі 21 відгуку, що вказує на «переважно позитивні відгуки».
У перших двох епізодах оглядачі швидко виділили репліки та відносини між Локі Гіддлстон і Мобіус Вілсона як найкращі моменти серіалу. Також високо були оцінені різні елементи дизайну «Локі», зокрема роботу художника-постановника Каср Фарахані, і операторську роботу Отемн Дюральд Аркапоу.
Метт Вебб Мітовіч з TVLine дав першим двом епізодам оцінку «В +». Він відгукнувся, що Гіддлстон «легко повертається» до цієї версії Локі, і пояснив, що розмова між Гіддлстон і Вілсоном було «значним поліпшенням у порівнянні з тим, що робив „Сокіл і Зимовий солдат“». У вердикті Мітовіч писав, що тільки-но передумова була визначена, «Локі» стає «дуже веселим», і кожен епізод «будується на дражливому, двосторонньому розкритті … що відкриває широкі можливості» для решти серіалу. Деніел Фінберг з «The Hollywood Reporter» сказав у своєму огляді: «Після двох епізодів „Локі“ знаходиться в переломному моменті. Довівши все до виснажливого ступеня, все може бути побудовано так, щоб стати дійсно цікавим — якщо й не божевільним в стилі „Ріка та Морті“, то, можливо, подекуди забавним у способах розриву щотижневої часової лінії [з] „Легенд завтрашнього дня“ від The CW … Або „Локі“ може просто складатися з багатьох розмов Гіддлстон і Вілсона, які все ще можуть бути цікавими протягом шести епізодів». Нік Аллен з RogerEbert.com назвав «Локі» «захопливим і по-справжньому натхненним доповненням до історії Marvel, яке розвиває та випускає свого неоднозначного лиходія на оригінальну територію за допомогою подорожей у часі», додавши, що серіал «обов'язково стане науково-фантастичною перлиною».
У своєму огляді до перших двох епізодах для «Variety», Керолайн Фрамке була стриманіша щодо того, наскільки успішним буде серіал, передбачаючи, що «щільному» першому епізодом потрібно було багато чого розповісти, в той час як другий «був набагато більш захопливим» і міг повеселити, завершуючись дражнилкою «інтригуючого нового напрямку», хоча вона попередила — серіал в підсумку може «відхилятися від звичайного сценарію». Давши епізодами оцінку «З», Бен Треверс з IndieWire вважав, що серіал був «з тих фільмів або телешоу, в яких влада наймає злочинця, щоб допомогти розкрити складну справу», з невеликим прогресом в сюжеті в перших двох епізодах, натомість використовуючи «вичерпні» пояснення. Він додав: «„Локі“ насправді не стільки про Локі, скільки про запровадження УЧЗ, логістику подорожей у часі й про те, як часова лінія Четвертої фази КВМ в підсумку дійде до „мультивсесвітнього божевілля“».
Музика Холт для серіалу отримала широке схвалення, зокрема Джилліан Унрау з GameRant підкреслила, що Холт «виконала видатну роботу в тому, щоб музика доповнювала історію, а також була іконічною сама по собі». У своєму огляді до фінального епізоду сезону, Керолайн Сіде з A.V. Club зазначала, що серіал був «одночасно непередбачуваним і дивно простим; сміливим в своєму розвитку, змінюючи гру, але невиразним у багатьох наративних рішеннях». Даючи сезону 8 балів з 10, Саймон Карді з IGN сказав, що в порівнянні з двома попередніми серіалами Marvel Studios, які були «більш інтроспективними», «Локі» повів глядачів «в нові місця, щоб познайомитися з новими людьми; не тільки роблячи перегляд сам по собі приємним, але й щодо забезпечення захоплення обіцянкою того, що буде». Карді похвалив виступ Гіддлстона, зазначивши, що його гра в версії персонажа 2012 року «робить його цікавішим центральним елементом», а також похвалив Вілсона і Ді Мартіно за їхні ролі і «хімію» з Гіддлстоном і оцінив операторську роботу Аркапоу. В огляді сезону Ендрю Вебстер з The Verge пояснив, що «Локі» змусив його «забути про решту Кінематографічного всесвіту Marvel», позаяк це був «відмінний твір наукової фантастики», що найвідособленішою роботою в КВМ на сьогоднішній день, вважаючи, що це була хороша точка входу в КВМ, оскільки це «найкраще з того, що може запропонувати жанр супергероїки без всієї „домашньої роботи“». Вебстер також похвалив акторів, які виглядали так, ніби їм «було дуже весело», зазначивши, що «Гіддлстон додає Локі глибини, якої ми ще не бачили … і у нього є приваблива „хімія“ як з Вілсоном, так і з Ді Мартіно».

### Аналіз
Ще до виходу серіалу Сем Барсанті з The A.V. Club зазначив, що можливість появи різних альтернативних версій Локі в серіалі і продовження КВМ була «розумним способом зберегти присутність Локі в КВМ, не турбуючись про те, щоб тримати Гіддлстона під контрактом або продовжувати пояснювати, що цей Локі, хоч його і грає Гіддлстон, не той Локі, якого вбив Танос», і піде за прикладом для «ВандаВіжен» і «Сокола і Зимового солдата», які розкривають нові втілення наявних героїв. Барсанті був схвильований перспективою потенційно побачити Класичного Локі (за чутками, його мав грати Ґрант), героїчного Локі-підлітка (який міг бути ще одним потенційним членом команди Молодих Месників, яких анонсувала Marvel Studios) і, зокрема, Леді Локі (за чутками, роль Ді Мартіно). Оскільки Леді Локі «в цілому розкаяніша лиходійка, ніж інші Локі», це був би спосіб для Marvel Studios оновити персонажа Локі та змусити його бути лиходієм, і при цьому не «[заперечуючи] зростання, яке пройшов Локі Гіддлстона». Хаїм Гартенберг з The Verge вважав, що Локі сприймається як «спін-оф з великої літери» більше, ніж «ВандаВіжен» і «Сокіл і Зимовий солдат», обидва з яких слугували вступом у художні фільми. Таким чином, бувши трохи роз'єднанішим, Marvel може дати можливість «зробити самостійніший серіал, який насправді може бути хорошим телешоу», вважаючи, що, як і в коміксах, самостійні історії іноді творять кращі історії, ніж «епопеї з 1000 випусків».
Після першого епізоду Річард Ньюбі з «The Hollywood Reporter» вважав, що серіал обіцяє «грандіозне розширення» світу КВМ, яке «замінить все, що Marvel Studios кожен раз намагалася зробити з одним твором [КВМ]», заявивши, що «Локі» відчувався «космічно великим, але в той же час [все ще] глибоко особистим». Конкретні предмети світу, за якими Ньюбі прагнув стежити, були Точками дотику, що могли мати зв'язок з «ВандаВіжен», і як вони могли привести до створення мультивсесвіту, а також до війни всесвітів, яка могла би бути посиланням на майбутню подію типу «Таємних воєн», яке «переписування реальностей» і «порівняно з цим зробить пошуки Каменів Нескінченності мізерними».
Бен Чайлд з «The Guardian» розкритикував повернення Локі як частину закономірної появи персонажів КВМ після їхньої смерті на екрані, посилаючись на повернення персонажів після Клацання пальцями, повернення Наташі Романофф в приквелі «Чорна вдова» і появи версій Віжена в «ВандаВіжен», сказавши, що це «псує чудовий пафос усіх цих сцен» і що «всі ставки зроблені на майбутні методи воскресіння».
Після «Події Нексуса», в ході якого з'ясувалося, що Хранителі часу виявилися аніматроніками, і Локі з'являється в пустельному світі з іншими варіантами Локі після того, як його дезінтегрували, Ньюбі висловив думку, що коміксовий Потойбічний і Світ Битв можуть впливати на серіал. Адам Б. Вері і Моніка Марі Соррилья з «Variety» не погодилися з Ньюбі, вказавши, що в попередніх серіалах Marvel Studios вони не вплітали «складних, абсолютно нових персонажів як центральних фігур», на кшталт Потойбічного, в кінці серіалу. Обоє дійсно вірили, що Канґ Завойовник може бути варіантом, оскільки персонаж «має сенсу у коміксах… [і] для КВМ», оскільки у нього були міцніші зв'язки з елементами «Локі», такими як відносини з Равон в коміксах, і він з'явиться у фільмі «Людина-мураха і Оса: Квантоманія», де його роль виконає Мейджорс. У серіалі з'являється варіант Канґа, «Той, хто залишається», роль якого також виконує Мейджорс. Ньюбі зазначив, що цього разу реалізувалися фанатські теорії, але з «несподіваним поворотом». Знаючи, що Мейджорс також з'явиться в ролі Канґа, Ньюбі був схвильований «унікальним шансом [Мейджорса] … грати різні версії одного персонажа, кожна з яких потенційно більш лякає, ніж попередня». Девід Опі з Digital Spy розкритикував введення «Того, хто залишається», заявивши, що він «з'явився абсолютно з нізвідки» для людей, не знайомих з коміксами. Попри це, що він визнав, що припущення, пов'язані з появою персонажа, були вірними.

### Нагороди
«Локі» отримав номінацію на премію Гарві в 2021 році за найкращу адаптацію коміксу / графічного роману.

## Документальний випуск
У лютому 2021 року був анонсований документальний цикл Marvel Studios: Загальний збір. Спеціальна випуск «Загальний збір: Створення Локі» вийшов на Disney+ 21 липня 2021 року.